# Fiumara di Atella
La Fiumara di Atella è un affluente di destra del fiume Ofanto. Lungo 25 km, nasce sul Monte Caruso e confluisce nell'Ofanto nel territorio di Atella.
Un tempo il corso d'acqua ospitava alborelle, cavedani, barbi e trote.
Più a valle, nei pressi della confluenza con l'Ofanto, l’ottimo potere autodepurante della fiumara purifica le acque consentendo alle specie ittiche del fiume di risalire la corrente. Sono quindi presenti Trote fario, anguille, cavedani, barbi, tinche, triotti, rovelle, carpe, carassi e pesce persico. Presenti sono pure i granchi d'acqua dolce e la lontra..